# BFモデル
BFモデル(BF model)は、位相的場の理論であり、量子化したとき、位相的量子場の理論となる。BFモデルは背景場(background field)を基礎としている。B と F は、以下でみるように、理論のラグランジアンに現れる変数でもあり、記号的な使い方も有用である。
M は 4-次元微分可能多様体、G はゲージ群であり「力学的」場である 2-形式 B として G のリー群の随伴表現に値を持ち、A は G の接続形式である。
作用は、
{\displaystyle S=\int _{M}K[\mathbf {B} \wedge \mathbf {F} ]}
により与えられる。ここに K は {\displaystyle {\mathfrak {g}}} 上の不変非退化双線型形式（G が半単純であればキリング形式はこれを満たす）であり、Fは曲率形式
{\displaystyle \mathbf {F} \equiv d\mathbf {A} +\mathbf {A} \wedge \mathbf {A} }
である。
この作用は、微分同相不変であり、ゲージ不変である。作用のオイラー＝ラグランジュ方程式は、
{\displaystyle \mathbf {F} =0} (曲率が 0 )
と
{\displaystyle d_{\mathbf {A} }B=0} (B の共変外微分(covariant exterior derivative)が 0 )
である。
実際、任意の局所自由度をゲージ化することは常に可能であり、このことが位相的場の理論と呼ばれる理由である。
しかしながら、M が位相的に非自明であれば、A と B が大域的に非自明な解を持つことも可能である。